# Ademir Lemos
Ademir Lemos Inácio (Rio de Janeiro, 1946 - São Paulo, 24 de fevereiro de 1998) foi um disc jockey e cantor brasileiro. Foi um dos precursores do funk carioca.

## Biografia
Iniciou a carreira em 1966 como dançarino de rock no programa Os Brotos Comandam, da TV Continental, comandado por Carlos Imperial. Passou a se destacar como discotecário (como eram chamados dos DJs na época) das boates Jireau e Le Bateau, em Copacabana.
Ao lado de Big Boy, foi criador do "Baile da Pesada", importante para o cenário cultural do Rio de Janeiro durante a década de 1970. Foi nessa época que fez a transição do rock para o soul, ritmo que deu o tom nas noites da casa de shows Canecão. Também fez parte da equipe do programa Som Livre Exportação, da Globo.
Em 1989 apresentava o programa Som na Caixa, na TV Corcovado, junto com Osmar Cintra. O programa foi idealizado por Cidinho Cambalhota para divulgar o funk e o soul.
Ajudou na implantação do funk em português com o álbum Funk Brasil, de 1989, que foi produzido pelo DJ Marlboro. Ademir canta na faixa Rap do Arrastão.
O auge como cantor veio com a música Rap da Rapa, que entrou na trilha sonora da novela O Dono do Mundo, da Globo, em 1991.
Em 1996, um derrame cerebral o deixou paralisado. Passou a morar com a filha, em São Paulo. Morreu no dia 24 de fevereiro de 1998, aos 52 anos, por complicações de uma cirurgia após uma queda.

## Discografia
- 1991 - Um Senhor Baile: Apresentando Tânia Piranha (EMI)[9]
- 1995 - O Ministério do Funk Adverte: Ademir Lemos faz Bem Feito (Independente)[10]